# Corrupt
«Corrupt» és una cançó del grup anglès de música electrònica Depeche Mode composta per Martin Gore, publicada en l'àlbum Sounds of the Universe de 2009.

## Descripció
És un tema pervers en el seu plantejament líric, una cançó que bé podria haver estat inclosa en Black Celebration, a Violator o a l'àlbum Ultra, però Corrupt és moltíssim més sinistra en parlar sobre el plaer que produeix la capacitat de corrompre, el dolor dels altres, la insidiosa facultat de controlar a algú més, emmarcat en una paradoxal musicalització electrònica a més pur estil d'una tradicional funció synth pop, amb tot i percussió sintètica.
La melodia principal és d'un sintetitzador plenament synth pop en una notació intermèdia greu a una velocitat ràpida d'execució, sobre una altra base de suport ambiental aguda, que en realitat és la primera i aconsegueix ser veritablement terrorífica pel seu so desolador fet per condicionar la reacció l'escolta cap a alguna cosa desconegut.
El que més crida l'atenció és la seva qualitat perversa, en la qual David Gahan vocalitza a un veritable assassí en sèrie, un violador de qualsevol norma establerta qui només trobarà plaer en viciar la vida d'algú més innocent, però no és només una proposta atrevida com ho foren per exemple els temes de l'àlbum Some Great Reward o Personal Jesus de Violator, sinó una cançó fàtua sobre la maldat inherent a l'ésser humà. No van editar cap videoclip per aquest senzill, però la van incorporar en la gira Global Spirit Tour (2017).